# Rue de Léningrad (Vologda)
La rue de Léningrad (Ленингра́дская у́лица, Leningradskaïa oulitsa), ancienne rue de Saint-Pétersbourg, est une rue de la ville de Vologda dans le nord-ouest de la Russie et l'une des plus étendues de la ville. Elle commence au quai de la Vologda (rue Maïakovski) et se termine au boulevard périphérique (dit chaussée Okroujnoïe). Elle s'étend sur 4,440 km.

## Histoire
Le plan d'aménagement de la ville de 1781 sous le règne de Catherine II prévoit le tracé de cette voie. C'est l'une des trois voies en rayon tracées selon ce plan et qui se dirige vers l'ouest. Elle part de la cour de l'Archevêque et sa direction est dictée par l'emplacement du canal et du mur de la forteresse du Kremlin du XVIe siècle (section moderne de la rivière Vologda au bord de la rue d'Octobre). Plus tard, sur le site des fossés comblés le long de la rue de Saint-Pétersbourg en 1823, un boulevard est aménagé du jardin de l'Archevêque à la rue d'Octobre. La frontière Sud de la rue de Saint-Pétersbourg à la fin du XIXe - début du XXe siècle est la ligne de chemin de fer en direction d'Arkhangelsk. Le changement de nom de la rue est associé aux changements de noms de Saint-Pétersbourg: en 1914, la rue de Saint-Pétersbourg est renommée en rue de Pétrograd et en 1925 - en rue de Léningrad.
La section de la rue derrière la voie ferrée a commencé à se former au milieu du XXe siècle en relation avec le développement du quartier-jardin d'Octobre. Le développement ultérieur de la rue comme l'une des principales artères de la ville est associé à l'ouverture en 1974 du pont de Léningrad à travers les voies ferrées et au développement de micro-districts (autour de l'usine GPZ-23). La rue Leningradskaïa sur le tronçon allant de la rue d'Octobre à l'autoroute périphérique a été entièrement construite en 1975. En 1977, la rue est la première à accueillir une ligne de trolleybus et l'on construit un dépôt de trolleybus au bout de la rue.

## Édifices remarquables
- Maison Davydov (N° 2а)
- Maison Orlov (N° 4)

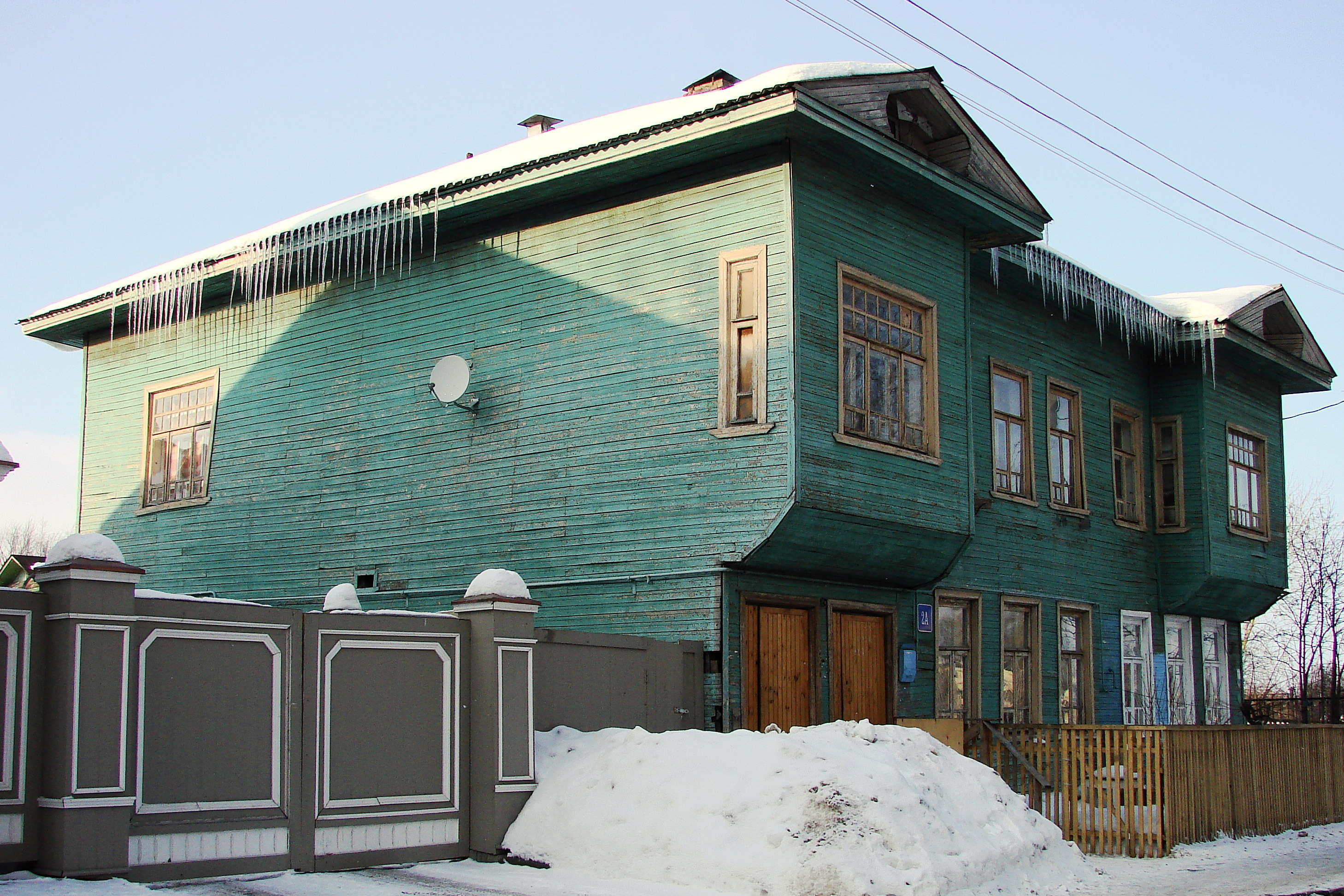
Maison Davydov.

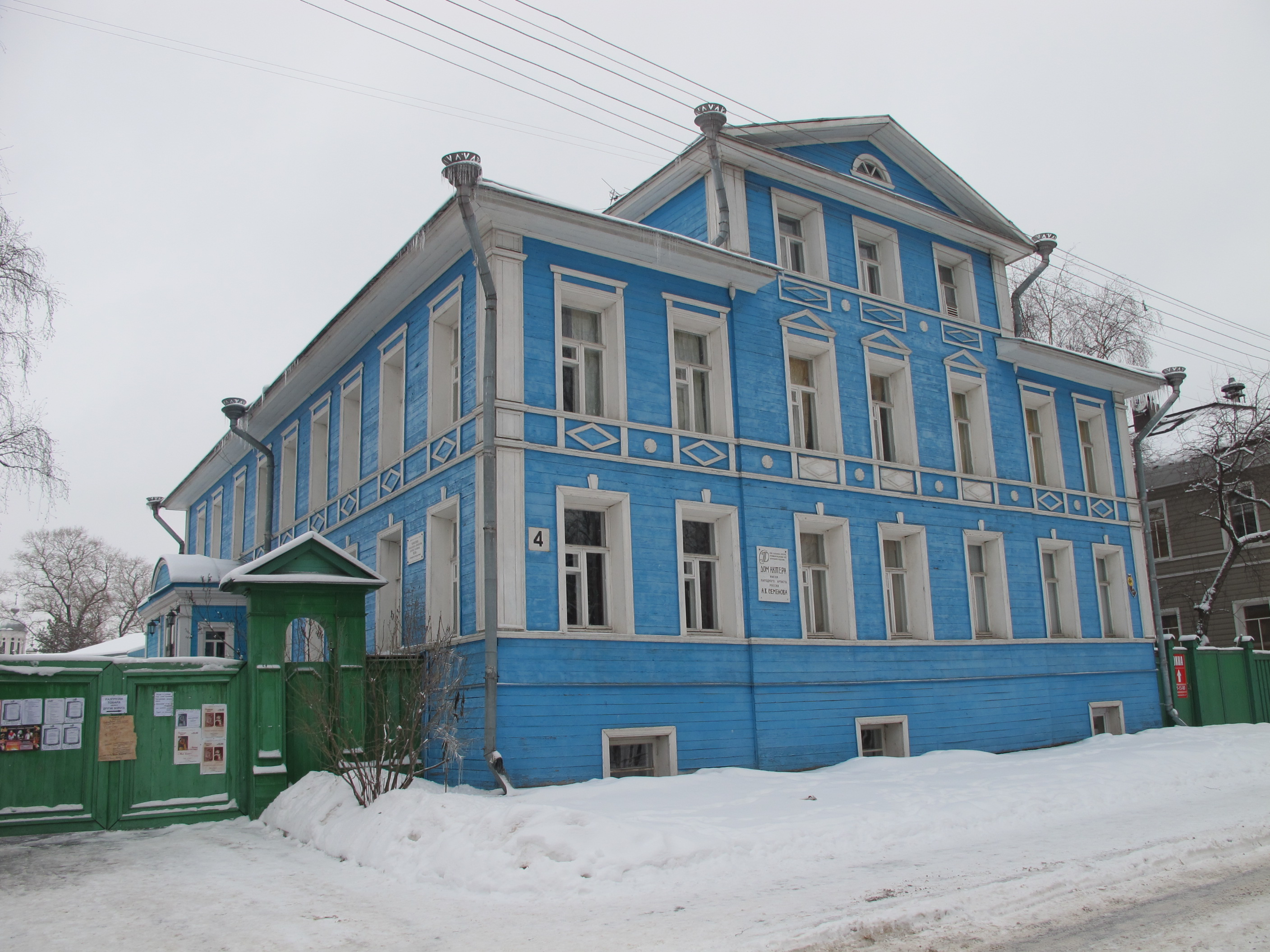
Maison Orlov.

- Musée «le Monde des choses disparues» (N° 6), maison Zassodimski
- Jardin de l'Archevêque avec étangs (côté impair, en face des maisons n° 3, 5, 7)
- Maison Zassetski (N° 12) — la plus ancienne maison de bois de la ville
- Palais de l'Enfance et de la Jeunesse (N° 5)
- Maison Volkov (N° 28) — début XIXe siècle, édifice classé[4]
- Maison Vassiliev (N° 34)
- Maison Kotova (N° 38)
- Églises Vladimirski (croisement avec la rue d'Octobre)
- Ancienne usine Loutch («Луч») (en face du croisement avec la rue Gontcharnaïa)
- Centre commercial Forum («Форум») (N° 100)
- Centre commercial Orbita («Орбита»)
- Centre commercial Zolotoï klioutchik («Золотой ключик») (N° 85)
- Maison de la culture de l'usine de roulements
- Cie Vologdaelektrotrans («Вологдаэлектротранс»).

Entre les rues Tchekhov et Gontcharnaïa, le pont ferroviaire le plus long de Vologda est construit en 1976. Selon le nom de la rue, le viaduc prend le nom de pont de Léningrad.

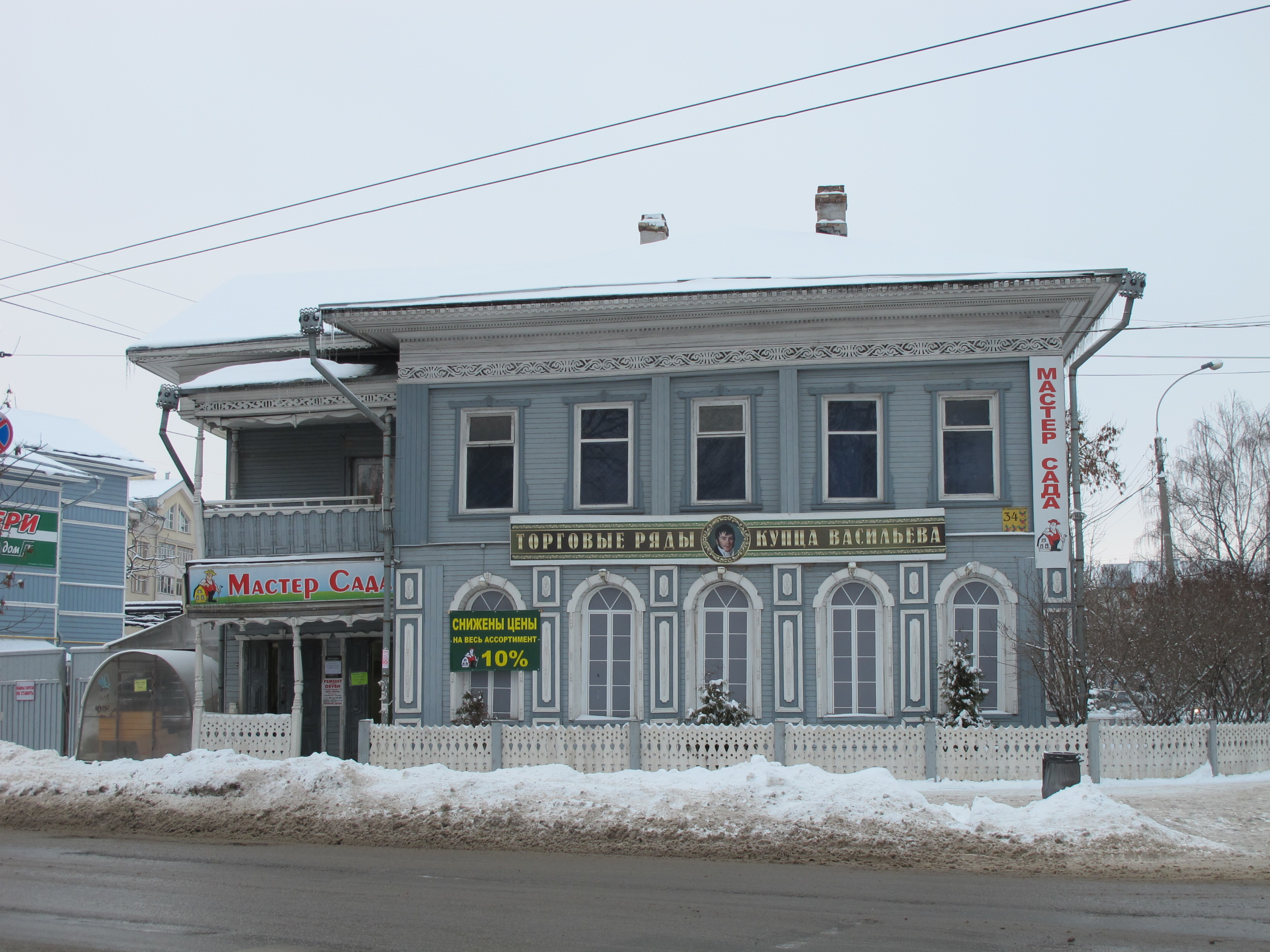
Maison Vassiliev.
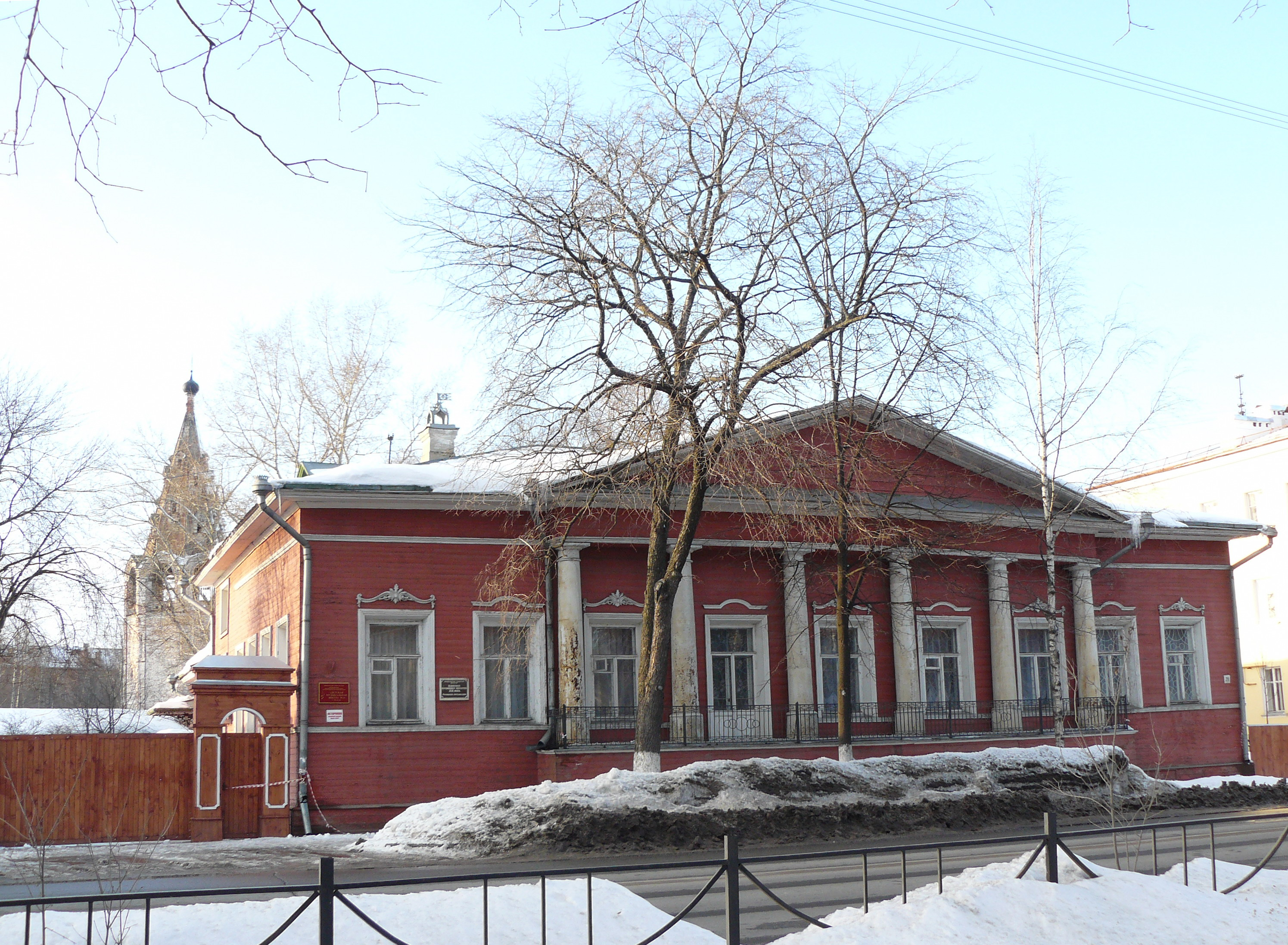
Maison Volkov.
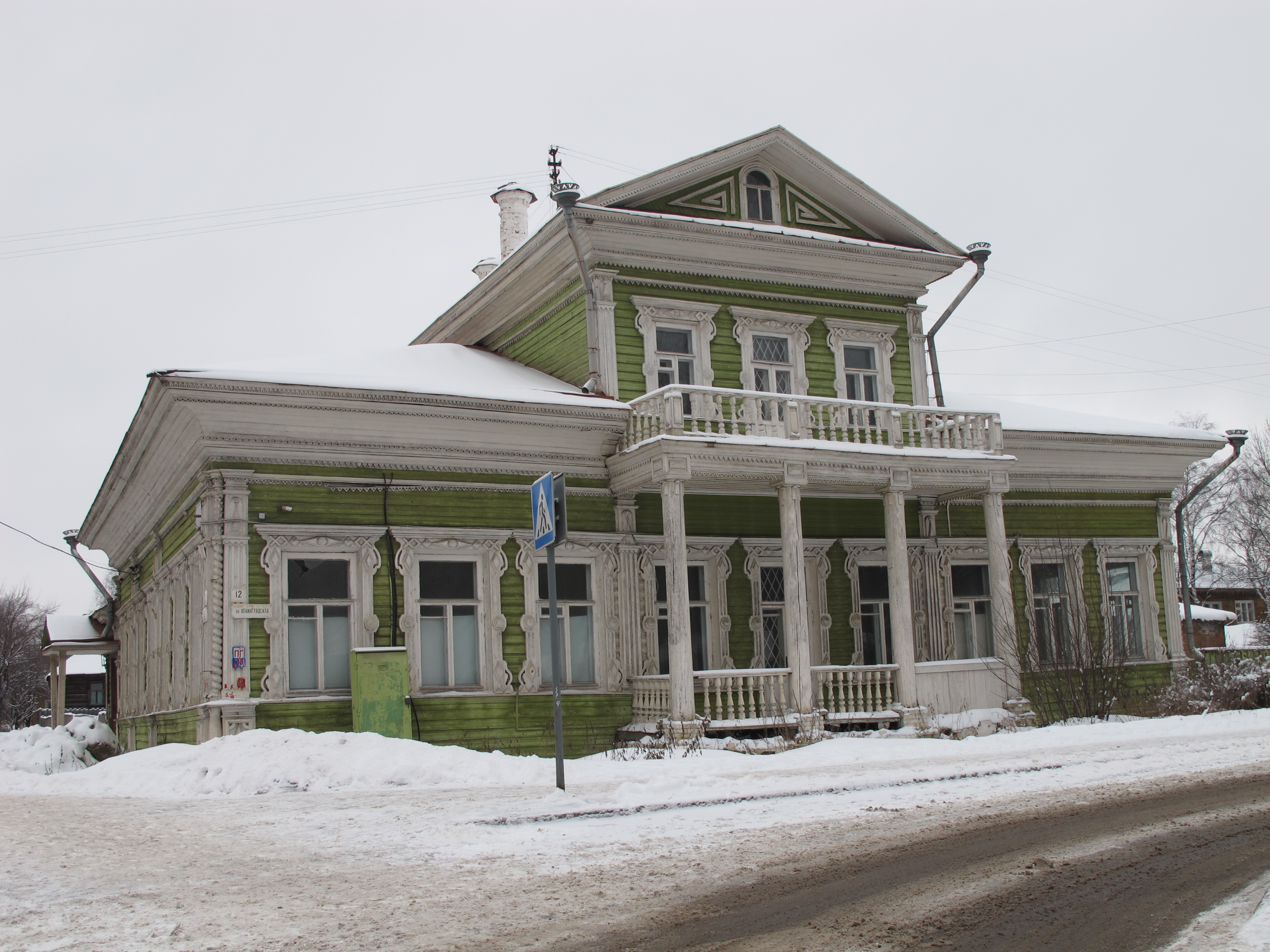
Maison Zassetski.
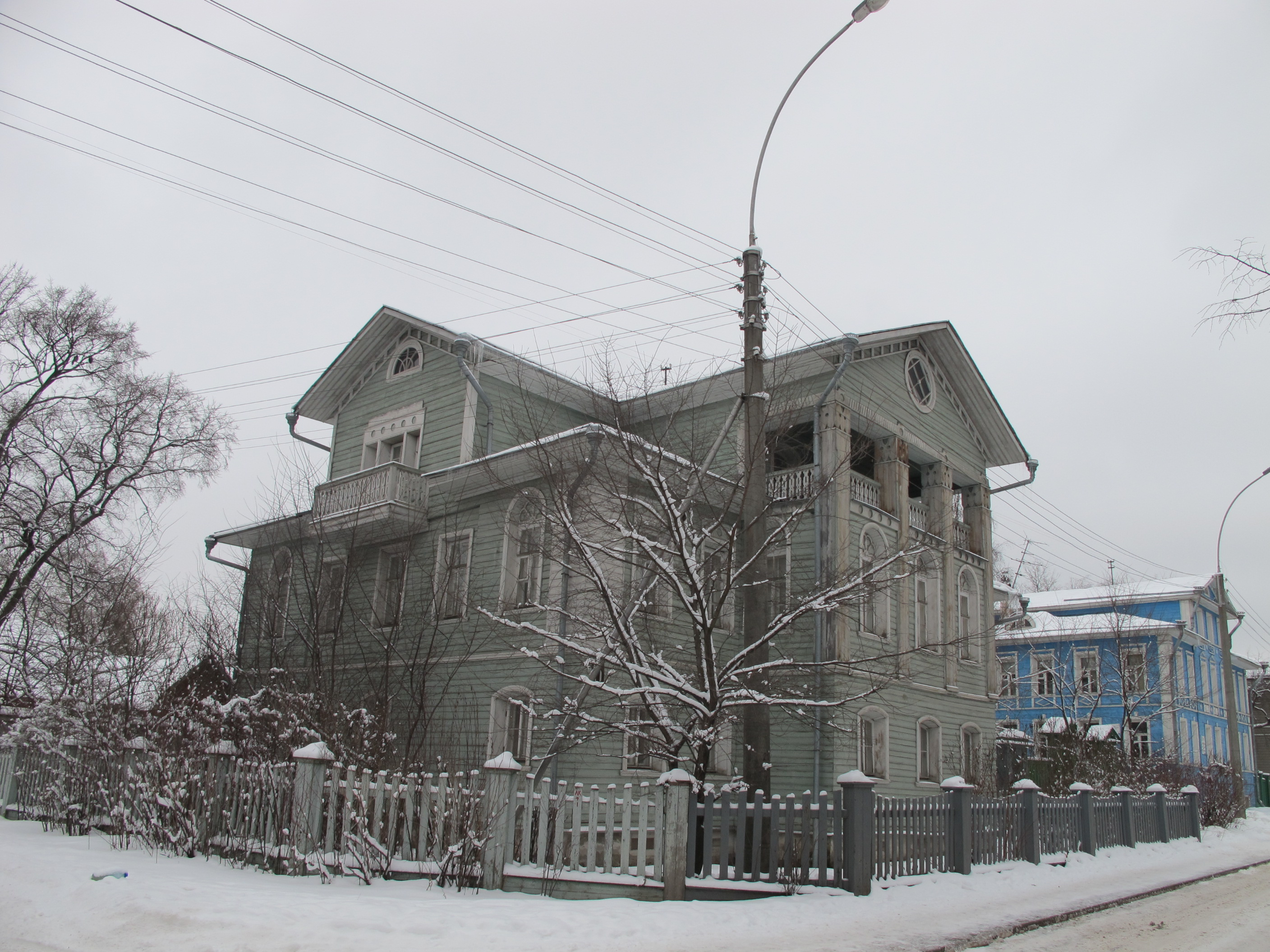
Maison Zassodimski.